# Kairostein
Der Kairostein, auch bekannt als Kairo-Fragment Nr. 1 (Kurzbezeichnungen: C1, K1), ist eines der beiden größeren Bruchstücke des Annalensteins der 5. Dynastie, welcher insgesamt zusammen mit dem Palermostein und anderen kleineren Teilstücken ursprünglich die Namen der Könige (Pharaonen) aus prädynastischer Zeit bis zur 5. Dynastie (2504–2347 v. Chr.) enthielt. Dieses Teilstück bekam seinen Namen aufgrund seines jetzigen Aufbewahrungsortes in der Sammlung des Ägyptischen Museums von Kairo, in welcher sich zusammen mit dem Kairostein noch vier weitere Teilstücke (Kairo-Fragmente Nr. 2–5 / C2–C5 / K2–K5) desselben Annalensteins befinden.

## Grundlagen – Annalenstein
Siehe auch den Hauptartikel Annalenstein der 5. Dynastie

### Ehemalige Form
Bei dem ursprünglichen Annalenstein handelt sich um eine schwarze Dioritplatte, deren Maße wohl 220 × 140 cm betragen haben. Aus unbekannten Gründen ist das Artefakt in mehrere Fragmente zerbrochen. Die beiden größten Fragmente werden aufgrund ihrer Ausstellungsorte „Palermostein“ und „Kairostein“ genannt, ein deutlich kleines Fragment (P1) befindet sich im Petrie Museum of Egyptian Archaeology in London. Die vermutliche Gesamtbeschriftung wurde von Wissenschaftlern in verschiedenen Varianten aus allen bekannten Fragmenten und den darauf befindlichen tatsächlichen Teilbeschriftungen letztlich nur rückerschlossen. Alle Fragmente sind daher noch heute Gegenstand einer nicht abgeschlossenen Forschung auch und besonders zur ursprünglichen Gesamtbeschriftung des Annalensteins und möglicher Interpretationen derselben.

### Ehemalige Gesamtbeschriftung
Die Steintafel ist vorder- und rückseitig beschriftet, wobei vor allem die Vorderseite in modern wirkende, horizontale Tabellen und Zeilen aufgegliedert ist. In der obersten Zeile sind die Namen prädynastischer Herrscher in rechteckigen Vignetten eingetragen. Darunter folgen sämtliche Pharaonen der 1. bis 4. Dynastie. In den freien Zwischenzeilen, welche die Tabellen trennen, sind die Herrschernamen nebst Titeln und Kartuschennamen eingetragen, sowie die Namen der jeweiligen königlichen Mutter. Die Namen der Könige sind stets so positioniert, dass sie exakt mittig über der zugehörigen Tabelle stehen. Direkt darunter werden von rechts nach links in schmalen Fenstern die wichtigsten Jahresereignisse, z. B. das Horusgeleit und die Viehzählung, aufgelistet, aber auch besondere Geschehnisse. In einer sehr dünnen Extrazeile unter jedem Fenster wird der jahresaktuelle Stand der Nilschwemme angegeben.
Die Herrschertabellen enden stets mit der Angabe, in welchem Kalenderjahr der König verstarb. Die Jahreszählung für den Nachfolgekönig beginnt danach aber nicht mit der Regierungsübernahme, sondern nennt nur das Jahr, in welchem der jeweilige König den Thron bestieg. Als Kalenderform wurde der ägyptische Verwaltungskalender gewählt, dessen Beginn immer mit dem 1. Achet I in der ägyptischen Jahreszeit „Überschwemmung“ ansetzte. Nach diesem Prinzip ist die gesamte Front der ehemaligen Gedenktafel aufgebaut. Die Rückseite widmet sich den Königen der 5. Dynastie.

## Beschriftung des Kairosteins
Die nach wie vor vorhandene Beschriftung auf dem Kairostein stellt also lediglich einen größeren Teilausschnitt der Gesamtbeschriftung des einstigen Annalensteins dar.
Auf der Vorderseite des Kairosteins sind die Eintragungen für folgende Könige lesbar:
- Djer (neun Jahre)
- Ninetjer (acht Jahre)
- Anedjib (ein Jahr)
- Semerchet (acht Jahre)
- Qaa (ein Jahr)
- Sechemchet (neun Jahre)

weitere Personen:
- Chenethapi (Mutter von Djer und wahrscheinlich die Gemahlin von König Teti I.)
- Batiires (Mutter von Semerchet und wahrscheinlich die Gemahlin von König Anedjib)

Auf der Rückseite des Kairosteins lässt die Einteilung in Fenstern stark nach, teilweise ist die Inschrift dort unvollendet.